# Hudson Standard Eight
Hudson Standard Eight – samochód osobowy produkowany pod amerykańską marką Hudson w latach 1934–1935.

## Dane techniczne
- Pojemność: 4,1 litra
- Cylindry: 4
- Moc: 113 KM
- Typ silnika: dolnozaworowy
- Napęd: tylny